# Wyre Forest (dystrykt)
Wyre Forest – dystrykt w hrabstwie Worcestershire w Anglii. W 2011 roku dystrykt liczył 97 975 mieszkańców.

## Miasta
- Bewdley
- Kidderminster
- Stourport-on-Severn

## Inne miejscowości
Areley Kings, Astley Cross, Axborough, Blakedown, Blakeshall, Bliss Gate, Broome, Caunsall, Chaddesley Corbett, Churchill, Clows Top, Cookley, Drayton, Franche, Heightington, Ribbesford, Rock, Rushock, Shenstone, Stone, Upper Arley, Wolverley.